# 奥尔索一世·帕提西帕奇奥
奥尔索一世·帕提西帕奇奥（義大利語：Orso I Partecipazio），是第十四任威尼斯总督。奥尔索的前任彼得罗·特拉多尼科在864年被刺杀。此后城内爆发冲突，混乱中奥尔索被选为总督。他上任后随即逮捕并处死了刺杀特拉多尼科的密谋者。
奥尔索任内改革了威尼斯共和国的政治制度。此前，威尼斯总督拥有近乎无限的权力。政府设有用于监督总督的护民官，但他们的影响力非常有限。另外，总督还常常任命自己的儿子、兄弟作为总督继承人或副官。奥尔索设立了法官的职位，由选举产生，在负责治安的同时作为总督的顾问。奥尔索还重组了威尼斯的教会，设立了五个新的主教区，因而限制了阿奎莱亚和格拉多宗主教的管辖权。
奥尔索于881年去世，其子乔凡尼二世·帕提西帕奇奥继任总督。